# Verhoef (busmaatschappij)

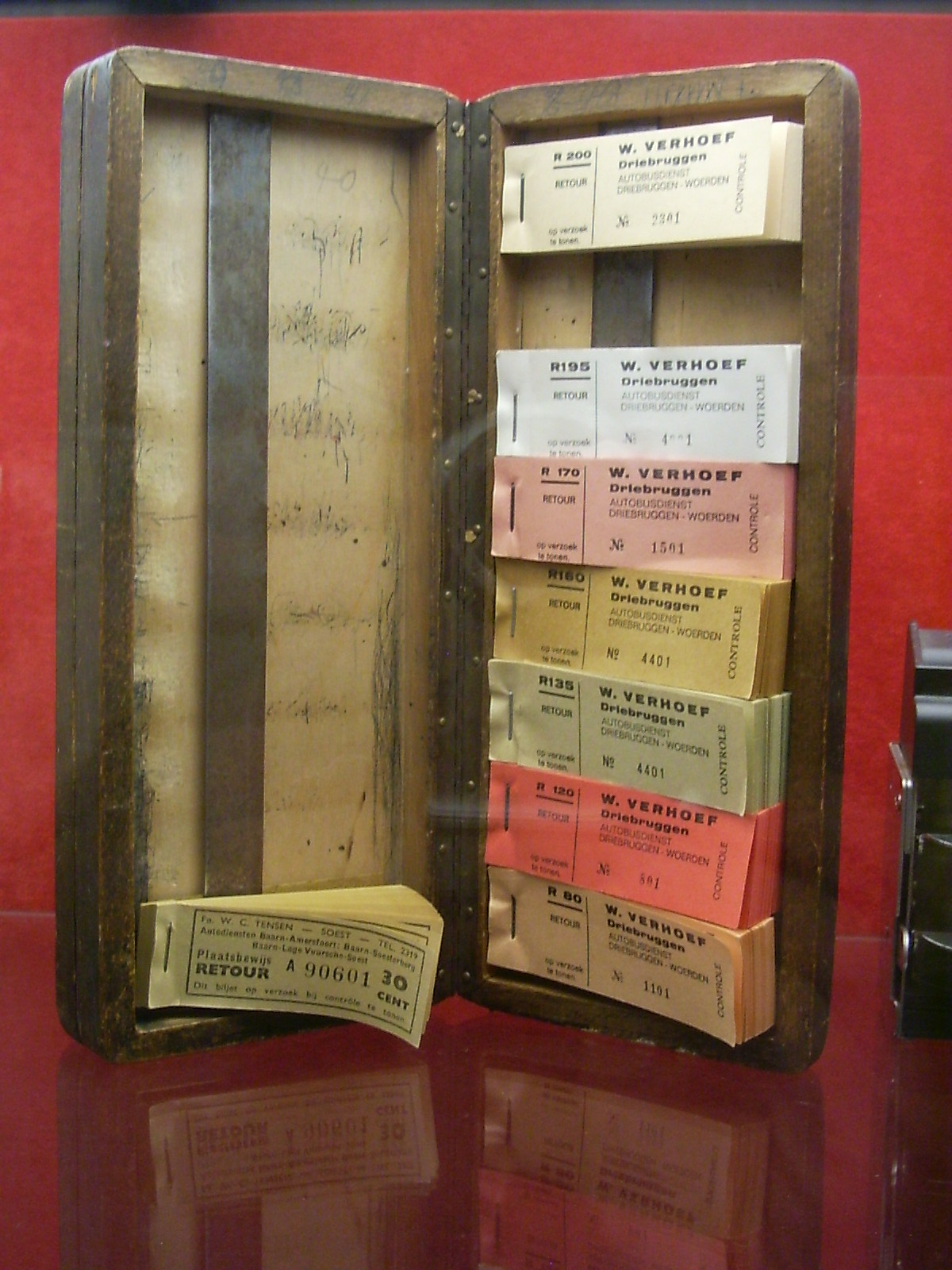
Kaartjeskistje van Verhoef

Autobusonderneming W. Verhoef BV te Driebruggen is een Nederlands autobusbedrijf dat tussen 1926 en 2002 openbaar vervoer verzorgde tussen Driebruggen, Waarder, Nieuwerbrug, Barwoutswaarder en Woerden. Tegenwoordig verzorgt het bedrijf vanuit Bodegraven touringcarvervoer, sinds 9 februari 2024 verzorgt deze op vrijdag- en zaterdagnacht de nachtbus tussen Zoetermeer en Leiden.

## Geschiedenis
Het bedrijf werd in 1925 opgericht door de graanhandelaar A.P. Brokking te Jaarsveld en de autodienstondernemer J. Verhoef te Driebruggen. Er werd gereden van Goejanverwellesluis via Hekendorp, Waarder (dorp) en Oosteinde naar station Woerden en terug, met voorlopig drie diensten per werkdag. In de periode vanaf 1 mei 1926 werd het traject van Hekendorp via Driebruggen, Waarder, Nieuwerbrug, Woerden, Harmelen, Veldhuizen en Oudenrijn naar Utrecht bereden. In 1934 namen Brokking en Verhoef de NV Harmelensche Autobus Maatschappij over, waardoor een concurrent op het gedeelte Harmelen - Utrecht verdween.
In 1942 werd de route ingekort tot Driebruggen - Woerden. Vanaf 1948 reed Verhoef op een trajectvergunning binnen het aan Citosa, later Westnederland, toegewezen streekvervoergebied. Om een vervoersverbod ten gunste van de Citosa-lijn Bodegraven - Utrecht te vermijden mocht Verhoef op het trajectgedeelte Nieuwerbrug - Woerden de route via Bekenes en Barwoutswaarder aan de zuidzijde van de Oude Rijn volgen.
Verhoef was van 1948 tot 1968 het kleinste van de elf particuliere busbedrijven die samenwerkten binnen de Stichting Coördinatie Autovervoer Personen (CAP). De dienst van Verhoef had het lijnnummer 19 in het CAP-dienstregelingboekje. In de jaren negentig werd de Verhoef-lijn in de Westnederland-dienstregeling vermeld als lijn 183.
Na een openbare aanbesteding werd de lijn op 1 januari 2002 overgenomen door Connexxion. Autobusonderneming Verhoef is als touringcarbedrijf thans eigendom van Sanders Transport Nieuwkoop en gevestigd te Bodegraven.

## Dienstuitvoering
Op werkdagen werden acht retourritten per dag gereden, met één bus. Op zondagen was er geen dienst.
Vanaf 1967 was de vaste lijnbus een DAF TB/Domburg met het nummer 12. Als reserve werd een touringcar ingezet. Bus 15, een Mercedes-Benz O302/Domburg die van 1972 tot 1994 bij Verhoef heeft dienstgedaan, is bewaard gebleven bij de Stichting Veteraan Autobussen. In 1994 werd een Volvo B6-41/Berkhof-Junior lijnwagen nummer 18 aangeschaft.